# Strambata (windsurf)
La strambata sulla tavola a vela è la manovra più comunemente utilizzata per cambiare la direzione della tavola stessa rispetto al vento. In particolare la strambata risulta particolarmente utile quando la tavola utilizzata è di tipo 'sinker' o 'semi-sinker', cioè quando essa non ha un volume sufficiente a sostenere il windsurfista se è ferma. In questo caso la strambata permette di cambiare la direzione rispetto al vento mantenendo una velocità costante che permette di eseguire la manovra senza fare affondare la tavola stessa.
Rispetto alla classica virata il cambio di mura nella strambata viene effettuato senza passare davanti all'albero, ma ruotando l'albero stesso di 180º attorno al suo asse. 

## Sequenza della manovra

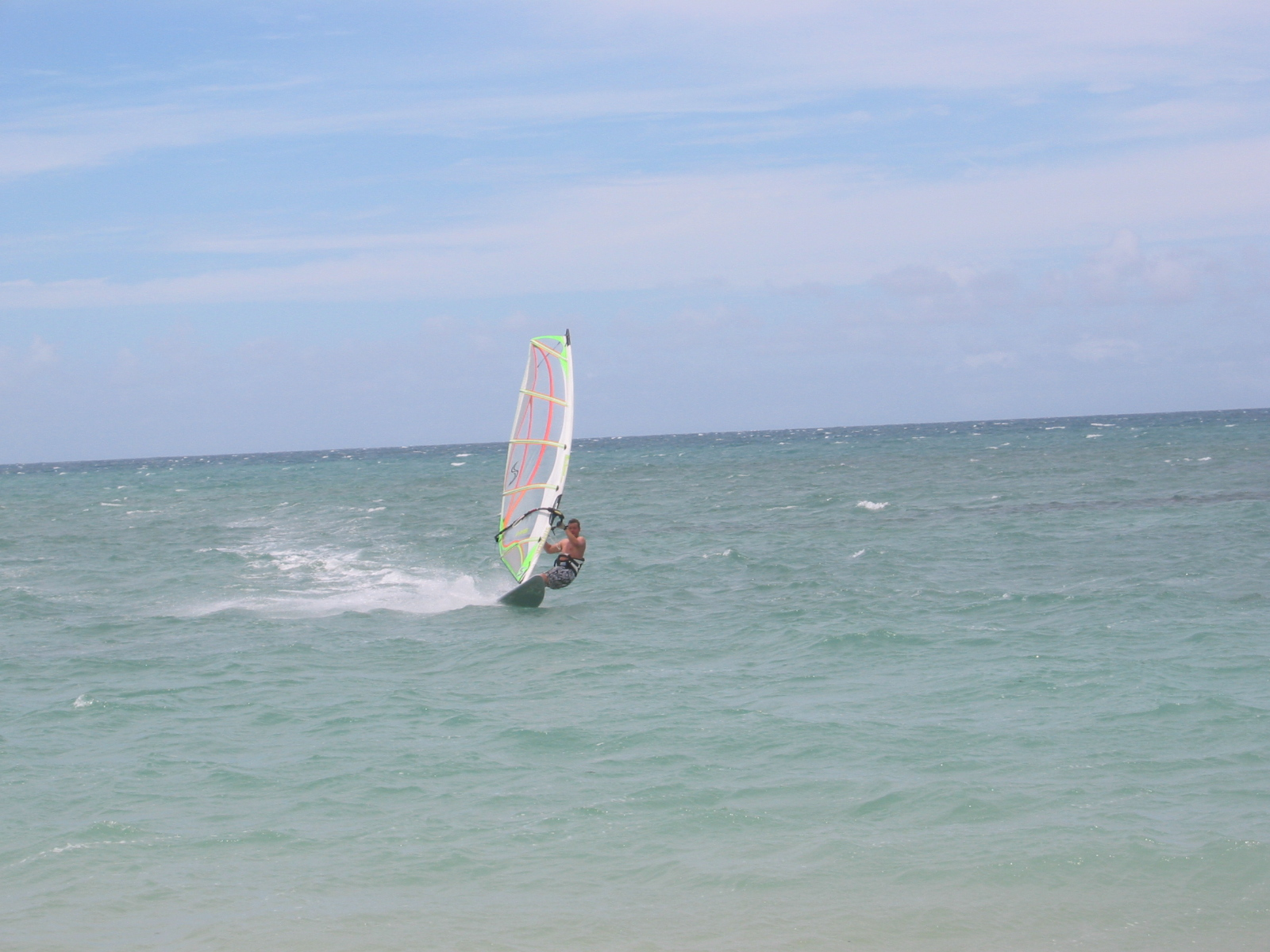
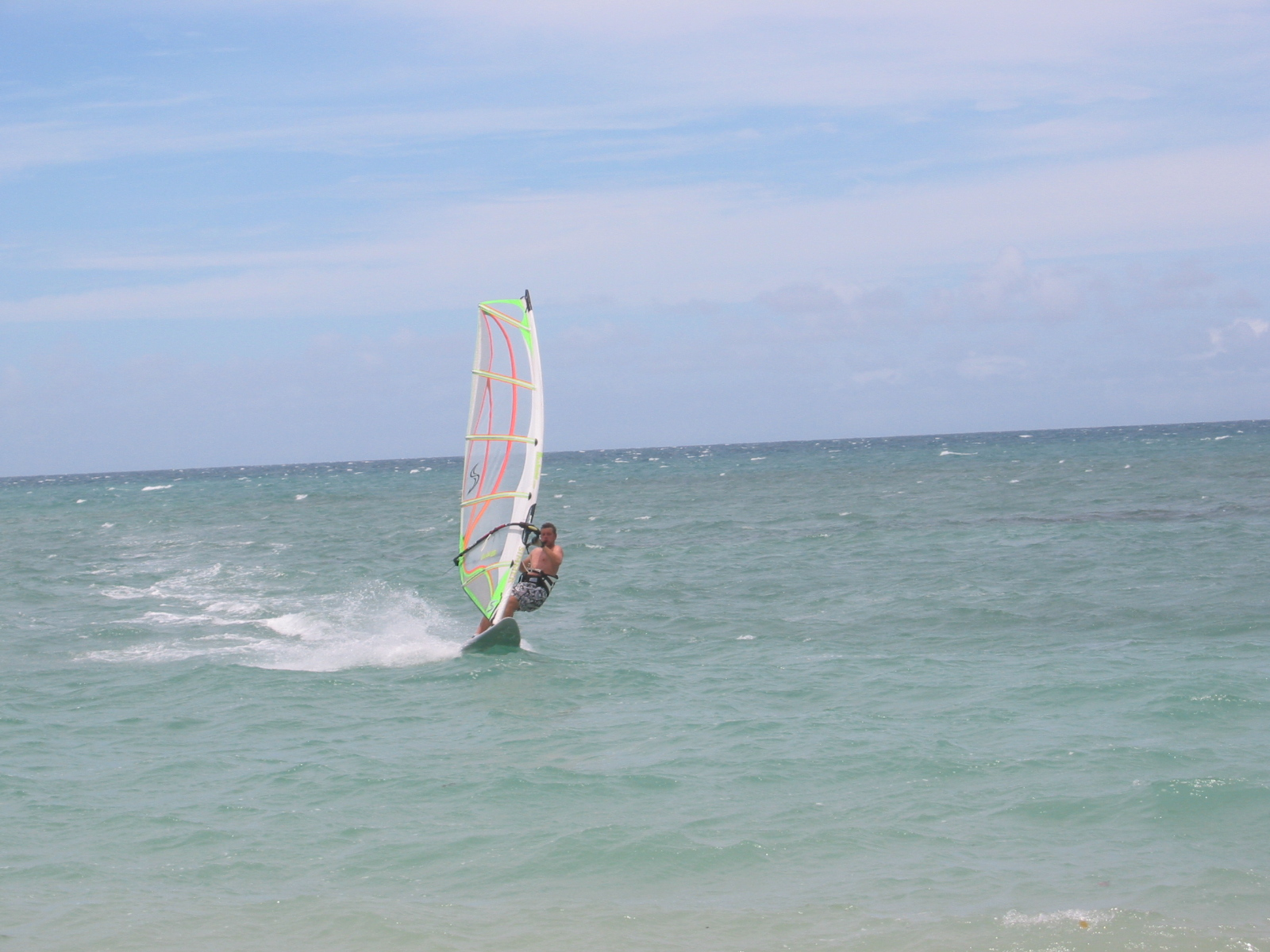
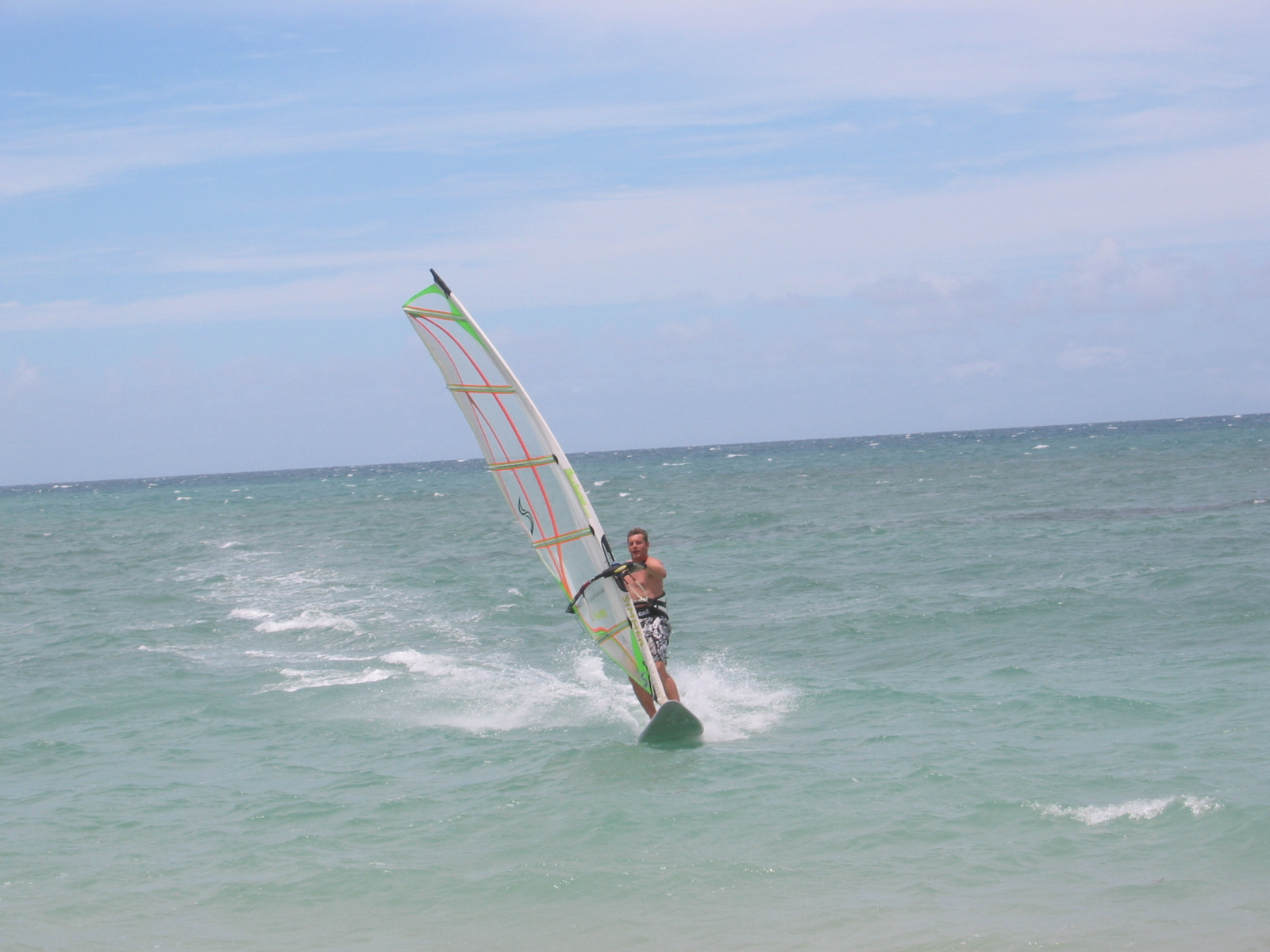
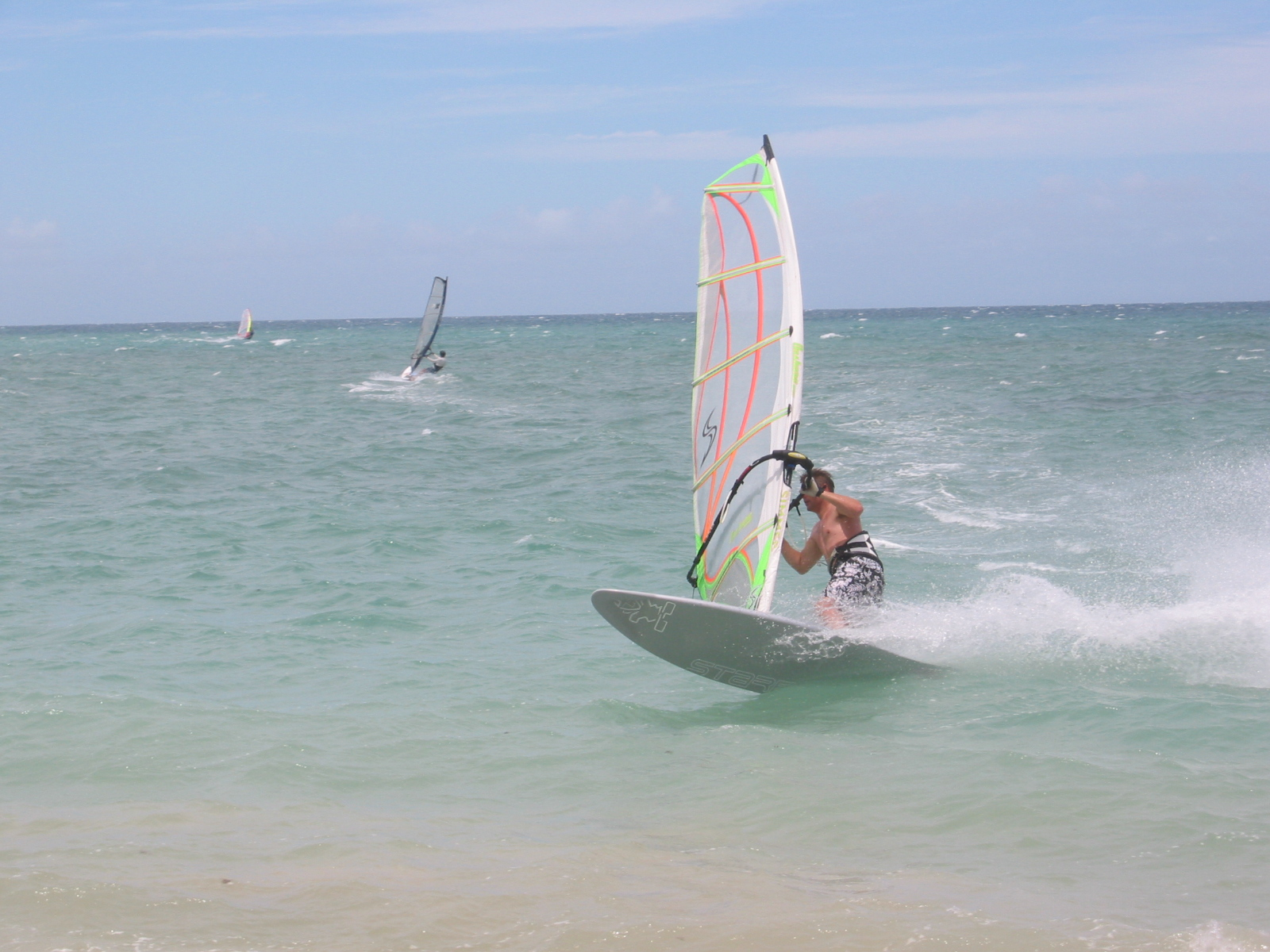
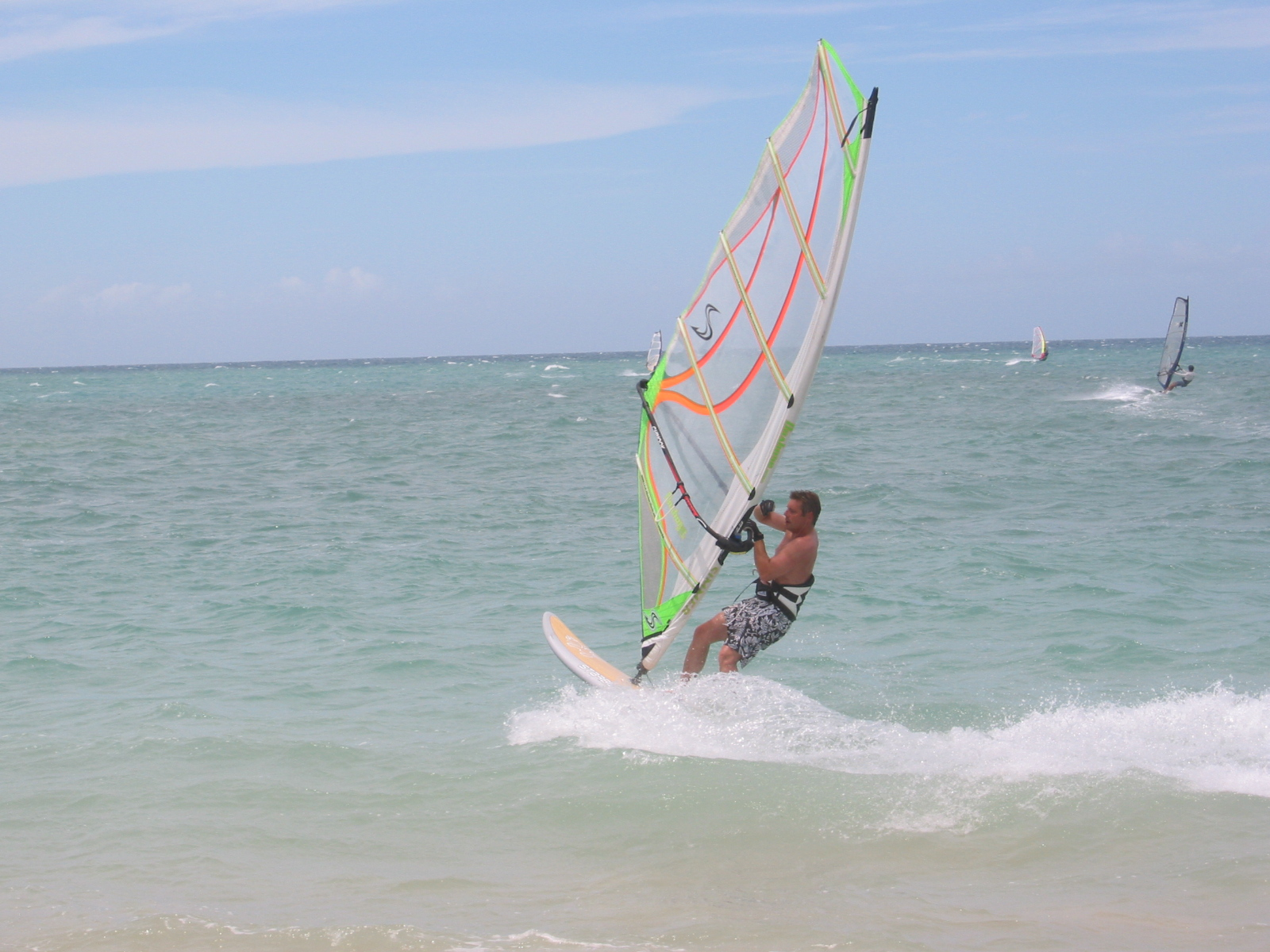
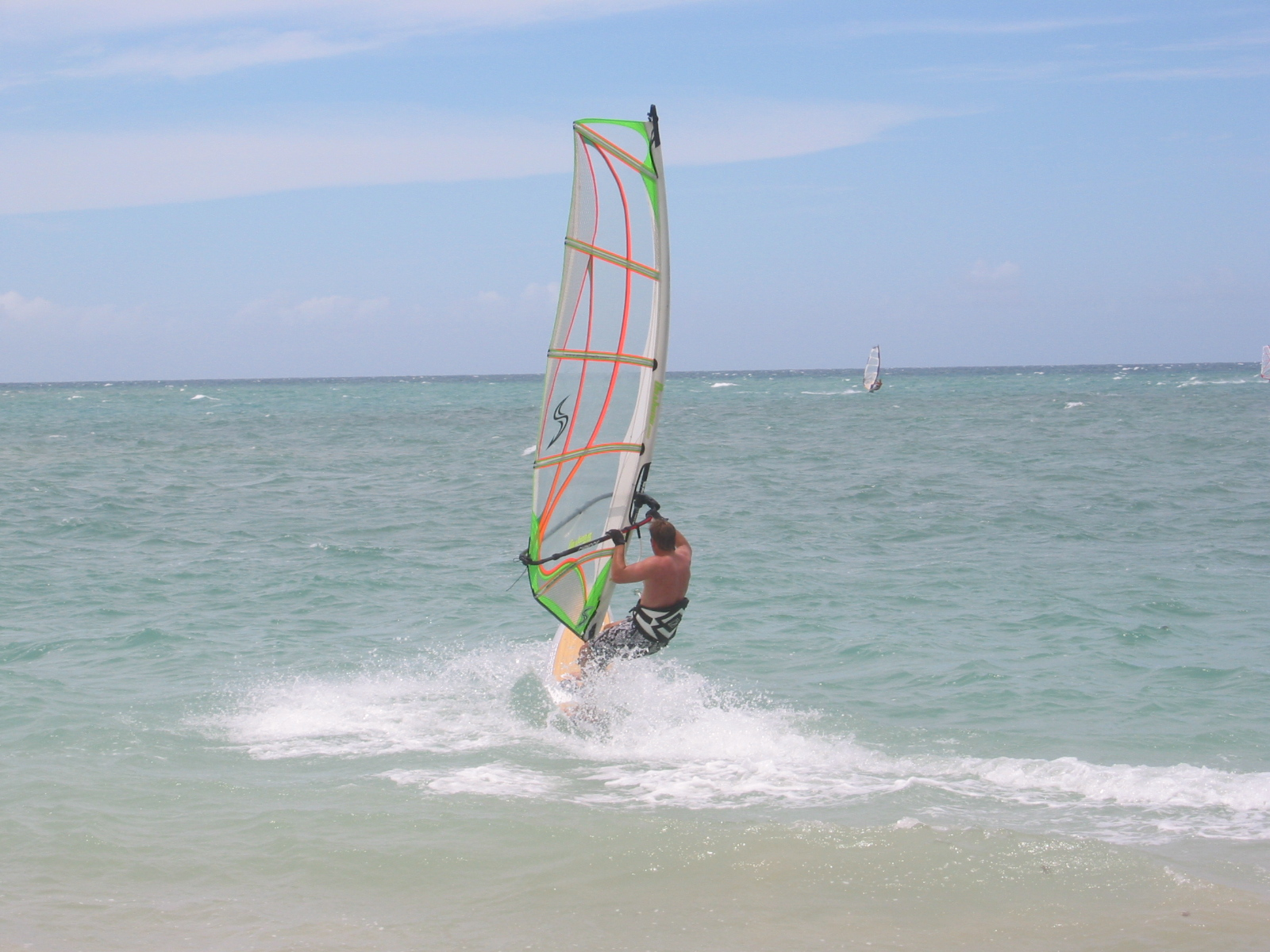